# Бенгт Оке Густафссон
Бенгт Оке Густафссон (швед. Bengt-Åke Gustafsson; нар. 23 березня 1958, Карлскуга, Швеція) — шведський хокеїст, центральний нападник.
Чемпіон світу 1987, 1991. З 2003 року член зали слави ІІХФ. 

## Клубна кар'єра
1973 року дебютував у команді третього дивізіону «Бофорс» (Карлскуга). В дев'ятнадцять років переходить до клубу шведської елітсерії «Фер'єстад». За два сезони провів 68 матчів(30 голів).
На драфті 1978 був обраний командою «Вашингтон Кепіталс». За цей клуб дебютував наступного року і загалом провів у ньому  вісім сезонів. Всього у регулярному чемпіонаті НХЛ провів 629 матчів і набрав 555 очок (196+359). У турнірах Кубка Стенлі виходив на льодовий майданчик 18 разів; 5 закинутих шайб та 10 результативних передач.
1989 року повертається до «Фер'єстада», де виступав протягом наступних чотирьох сезонів. 
У 1993-1999 грав за австрійський «Фельдкірх». П'ятиразовий чемпіон Австрії та переможець Євроліги 1998.

## Виступи у збірній
У складі збірної Швеції був учасником Олімпійських ігор 1992 в Альбервілі (8 матчів).
Брав участь у п'яти чемпіонатах світу та Європи (1979, 1981, 1983, 1987, 1991).Чемпіон світу 1987, 1991; другий призер 1981; третій призер 1979. Віце-чемпіон Європи 1981, 1991; третій призер 1979, 1983. Всього на чемпіонатах світу та Європи провів 44 поєдинки (12 закинутих шайб).
Був учасником двох кубків Канади (1984, 1987). У 1984 році збірна Швеції грала у фіналі. Всього у кубках Канади провів 11 матчів (4 голи).

## Тренерська діяльність
У 2005-2010 роках очолював збірну Швеції. Під його керівництвом команда здобула титул олімпійських чемпіонів у Турині (2006). 
З травня по жовтень 2011 року працював на посаді головного тренера російського «Атлант» (Митищі).

## Досягнення
| Нагороди          | Команда     | Кіл. | Роки                         |
| ----------------- | ----------- | ---- | ---------------------------- |
| Гравець           |             |      |                              |
| Чемпіонат світу   |             |      |                              |
| Золото            | Швеція      | 2    | 1987, 1991                   |
| Срібло            | Швеція      | 1    | 1981                         |
| Бронза            | Швеція      | 1    | 1979                         |
| Кубок Канади      |             |      |                              |
| Фіналіст          | Швеція      | 1    | 1984                         |
| Чемпіонат Європи  |             |      |                              |
| Срібло            | Швеція      | 2    | 1981, 1991                   |
| Бронза            | Швеція      | 2    | 1979, 1983                   |
| Євроліга          |             |      |                              |
| Володар           | «Фельдкірх» | 1    | 1998                         |
| Чемпіонат Австрії |             |      |                              |
| Золото            | «Фельдкірх» | 5    | 1994, 1995, 1996, 1997, 1998 |
| Тренер            |             |      |                              |
| Олімпійські ігри  |             |      |                              |
| Золото            | Швеція      | 1    | 2006                         |

## Статистика

### Клубні виступи
| Сезон            | Клуб                 | Ліга             | Регулярний сезон | Регулярний сезон | Регулярний сезон | Регулярний сезон | Регулярний сезон | Плей-оф | Плей-оф | Плей-оф | Плей-оф | Плей-оф |
| Сезон            | Клуб                 | Ліга             | І                | Г                | П                | О                | ШХ               | І       | Г       | П       | О       | ШХ      |
| ---------------- | -------------------- | ---------------- | ---------------- | ---------------- | ---------------- | ---------------- | ---------------- | ------- | ------- | ------- | ------- | ------- |
| 1973–74          | «Карлскуга»          | Швеція-2         | 8                | 1                | 4                | 5                | 0                | 6       | 1       | 1       | 2       | 0       |
| 1974–75          | «Карлскуга»          | Швеція-1         | 18               | 4                | 5                | 9                | 2                | —       | —       | —       | —       | —       |
| 1975–76          | «Карлскуга»          | Швеція-2         | 11               | 7                | 3                | 10               | —                | —       | —       | —       | —       | —       |
| 1976–77          | «Карлскуга»          | Швеція-2         | 22               | 32               | 18               | 50               | —                | 11      | 7       | 7       | 14      | —       |
| 1977–78          | «Фер'єстад»          | ШХЛ              | 32               | 15               | 10               | 25               | 10               | 7       | 2       | 6       | 8       | 10      |
| 1978–79          | «Фер'єстад»          | ШХЛ              | 33               | 13               | 11               | 24               | 10               | 3       | 2       | 0       | 2       | 4       |
| 1978–79          | «Едмонтон Ойлерс»    | ВХА              | —                | —                | —                | —                | —                | 2       | 1       | 2       | 3       | 0       |
| 1979–80          | «Вашингтон Кепіталс» | НХЛ              | 80               | 22               | 38               | 60               | 17               | —       | —       | —       | —       | —       |
| 1980–81          | «Вашингтон Кепіталс» | НХЛ              | 72               | 21               | 34               | 55               | 26               | —       | —       | —       | —       | —       |
| 1981–82          | «Вашингтон Кепіталс» | НХЛ              | 70               | 26               | 34               | 60               | 40               | —       | —       | —       | —       | —       |
| 1982–83          | «Вашингтон Кепіталс» | НХЛ              | 67               | 22               | 42               | 64               | 16               | 4       | 0       | 1       | 1       | 4       |
| 1983–84          | «Вашингтон Кепіталс» | НХЛ              | 69               | 32               | 43               | 75               | 16               | 5       | 2       | 3       | 5       | 0       |
| 1984–85          | «Вашингтон Кепіталс» | НХЛ              | 51               | 14               | 29               | 43               | 8                | 5       | 1       | 3       | 4       | 0       |
| 1985–86          | «Вашингтон Кепіталс» | НХЛ              | 70               | 23               | 52               | 75               | 26               | —       | —       | —       | —       | —       |
| 1986–87          | «Бофорс»             | Швеція-2         | 28               | 16               | 26               | 42               | 22               | —       | —       | —       | —       | —       |
| 1987–88          | «Вашингтон Кепіталс» | НХЛ              | 78               | 18               | 36               | 54               | 29               | —       | —       | —       | —       | —       |
| 1988–89          | «Вашингтон Кепіталс» | НХЛ              | 72               | 18               | 51               | 69               | 18               | 4       | 2       | 3       | 5       | 6       |
| 1989–90          | «Фер'єстад»          | ШХЛ              | 37               | 22               | 24               | 46               | 14               | 10      | 4       | 10      | 14      | 18      |
| 1990–91          | «Фер'єстад»          | ШХЛ              | 37               | 9                | 21               | 30               | 6                | 8       | 3       | 6       | 9       | 2       |
| 1991–92          | «Фер'єстад»          | ШХЛ              | 35               | 12               | 20               | 32               | 30               | 6       | 2       | 5       | 7       | 2       |
| 1992–93          | «Фер'єстад»          | ШХЛ              | 40               | 17               | 14               | 31               | 32               | 3       | 0       | 1       | 1       | 2       |
| 1993–94          | «Фельдкірх»          | АльпХЛ           | 28               | 9                | 32               | 41               | 8                | —       | —       | —       | —       | —       |
| 1993–94          | «Фельдкірх»          | Австрія          | 26               | 11               | 11               | 22               | 33               | —       | —       | —       | —       | —       |
| 1994–95          | «Фельдкірх»          | АльпХЛ           | 17               | 12               | 17               | 29               | 8                | —       | —       | —       | —       | —       |
| 1994–95          | «Фельдкірх»          | Австрія          | 24               | 9                | 25               | 34               | 14               | 13      | 9       | 13      | 22      | 2       |
| 1995–96          | «Фельдкірх»          | АльпХЛ           | 7                | 8                | 8                | 16               | 2                | —       | —       | —       | —       | —       |
| 1995–96          | «Фельдкірх»          | Австрія          | 36               | 20               | 46               | 66               | 12               | 4       | 1       | 5       | 6       | 2       |
| 1996–97          | «Фельдкірх»          | АльпХЛ           | 40               | 21               | 41               | 62               | 10               | —       | —       | —       | —       | —       |
| 1996–97          | «Фельдкірх»          | Австрія          | 11               | 3                | 13               | 16               | 0                | —       | —       | —       | —       | —       |
| 1997–98          | «Фельдкірх»          | АльпХЛ           | 36               | 6                | 15               | 21               | 10               | —       | —       | —       | —       | —       |
| 1997–98          | «Фельдкірх»          | Австрія          | 18               | 4                | 15               | 19               | 6                | —       | —       | —       | —       | —       |
| 1998–99          | «Фельдкірх»          | АльпХЛ           | 2                | 0                | 0                | 0                | 0                | —       | —       | —       | —       | —       |
| Усього в ШХЛ     | Усього в ШХЛ         | Усього в ШХЛ     | 195              | 84               | 95               | 179              | 100              | 37      | 13      | 28      | 41      | 38      |
| Усього в НХЛ     | Усього в НХЛ         | Усього в НХЛ     | 629              | 196              | 359              | 555              | 196              | 18      | 5       | 10      | 15      | 10      |
| Усього в Австрії | Усього в Австрії     | Усього в Австрії | 115              | 47               | 110              | 157              | 65               | 17      | 10      | 18      | 28      | 4       |

### Збірна
| Рік                | Команда            | Турнір             | І  | Г  | П  | О  | ШХ |
| ------------------ | ------------------ | ------------------ | -- | -- | -- | -- | -- |
| 1976               | Швеція             | ЮЧЄ                | 5  | 3  | 1  | 4  | 2  |
| 1978               | Швеція             | МЧС                | 7  | 2  | 6  | 8  | 10 |
| 1979               | Швеція             | ЧС                 | 8  | 4  | 2  | 6  | 0  |
| 1981               | Швеція             | ЧС                 | 6  | 3  | 1  | 4  | 8  |
| 1983               | Швеція             | ЧС                 | 10 | 2  | 7  | 9  | 6  |
| 1984               | Швеція             | КК                 | 5  | 1  | 3  | 4  | 2  |
| 1987               | Швеція             | ЧС                 | 10 | 3  | 8  | 11 | 4  |
| 1987               | Швеція             | КК                 | 6  | 3  | 0  | 3  | 4  |
| 1991               | Швеція             | ЧС                 | 10 | 0  | 5  | 5  | 6  |
| 1992               | Швеція             | ОІ                 | 8  | 0  | 1  | 1  | 0  |
| Молодіжна збірна   | Молодіжна збірна   | Молодіжна збірна   | 12 | 5  | 7  | 12 | 12 |
| Національна збірна | Національна збірна | Національна збірна | 53 | 16 | 22 | 38 | 24 |